# Omeisphaera flavimaculata
Omeisphaera flavimaculata là một loài bọ cánh cứng trong họ Chrysomelidae. Loài này được Wang in Li & Jin miêu tả khoa học năm 2002.